# دة شيب ميرزاحسني (مقاطعة فسا)
دة شيب ميرزاحسني (بالفارسية: ده شیب میرزاحسنی) هي قرية تقع في Now Bandegan District في إيران. يقدر عدد سكانها بـ 433 نسمة بحسب إحصاء 2016.